# 夏官营镇 (榆中县)
夏官营镇，是中华人民共和国甘肃省兰州市榆中县下辖的一个乡镇级行政单位。

## 行政区划
夏官营镇下辖以下地区：
过店子村、太平堡村、夏官营村、红柳沟村、中河堡村、高家崖村、彭家湾村和郝家湾村。